# Fromia nodosa
Fromia nodosa · Etoile de mer à nodules
Espèce
Fromia nodosa, parfois nommée Étoile de mer à nodules , est un échinoderme qui appartient à la famille des Goniasteridae.

## Description
L'étoile de mer à nodules est une astéride à cinq bras triangulaires rayonnant autour d'un disque central bien délimité. Elle mesure une dizaine de centimètres de diamètre maximum à l'âge adulte. Elle est de teinte rouge (parfois orangée, voire violette ou bleue), plus ou moins densément couverte de grosses plaques de couleur crème, rugueuses, arrondies au sommet, légèrement angulaires et en relief, et dont la taille diminue vers le bout des bras. Ces plaques laissent normalement une zone pentagonale nue sur le disque central, mais peuvent aussi parfois le couvrir entièrement. 
La diagnose originelle de l'espèce précise : « Une espèce de Fromia avec une alternance très visible de la taille et de la forme des plaques supero-marginales, les plus grandes étant brusquement convexes et séparées par moins que leur propre largeur de la série de plaques carinales espacées similairement élargies et convexes. Aucun corps cristallin n'est encastré dans la surface des plaques ». 

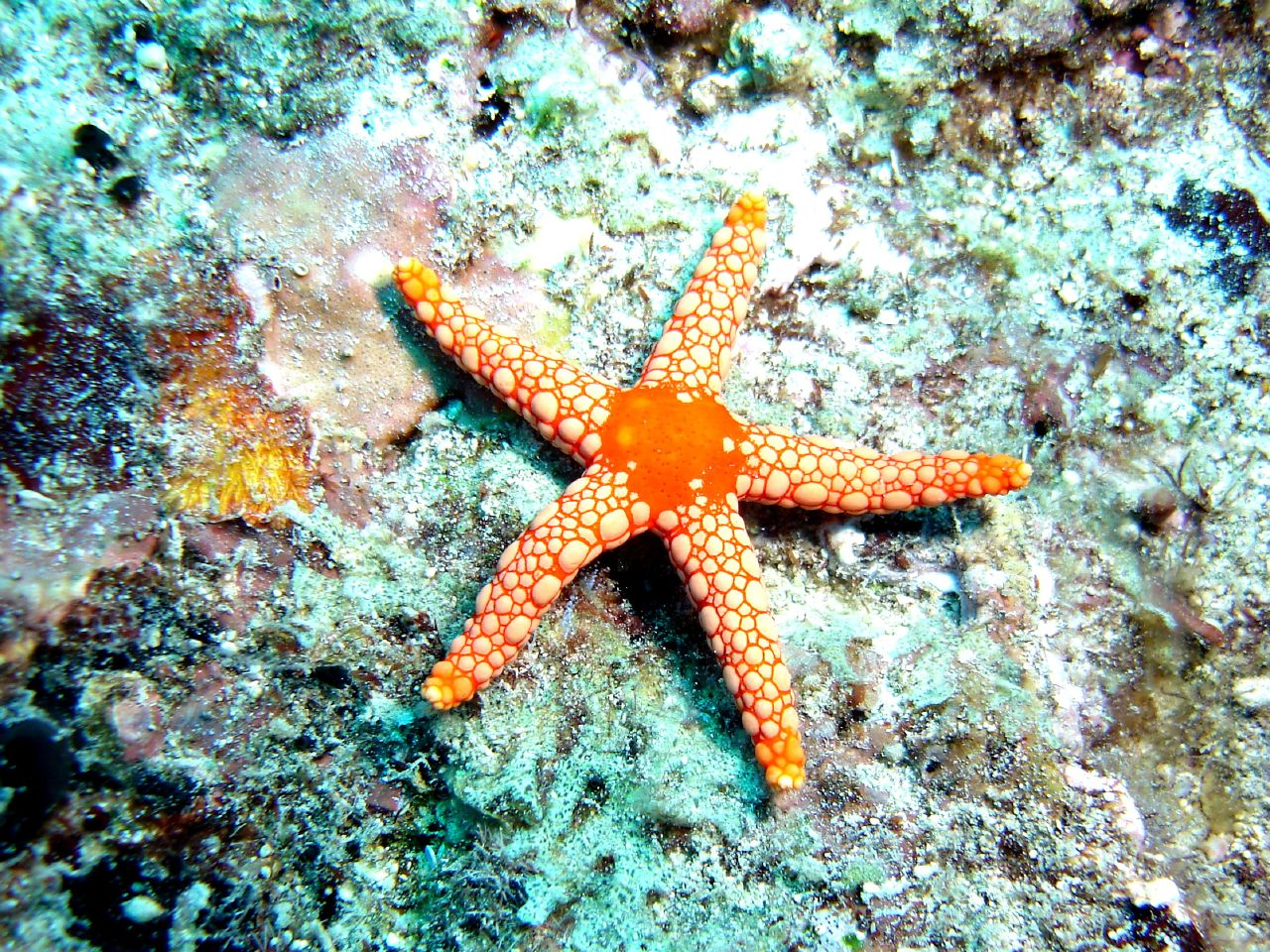
Spécimen orangé à Maurice.
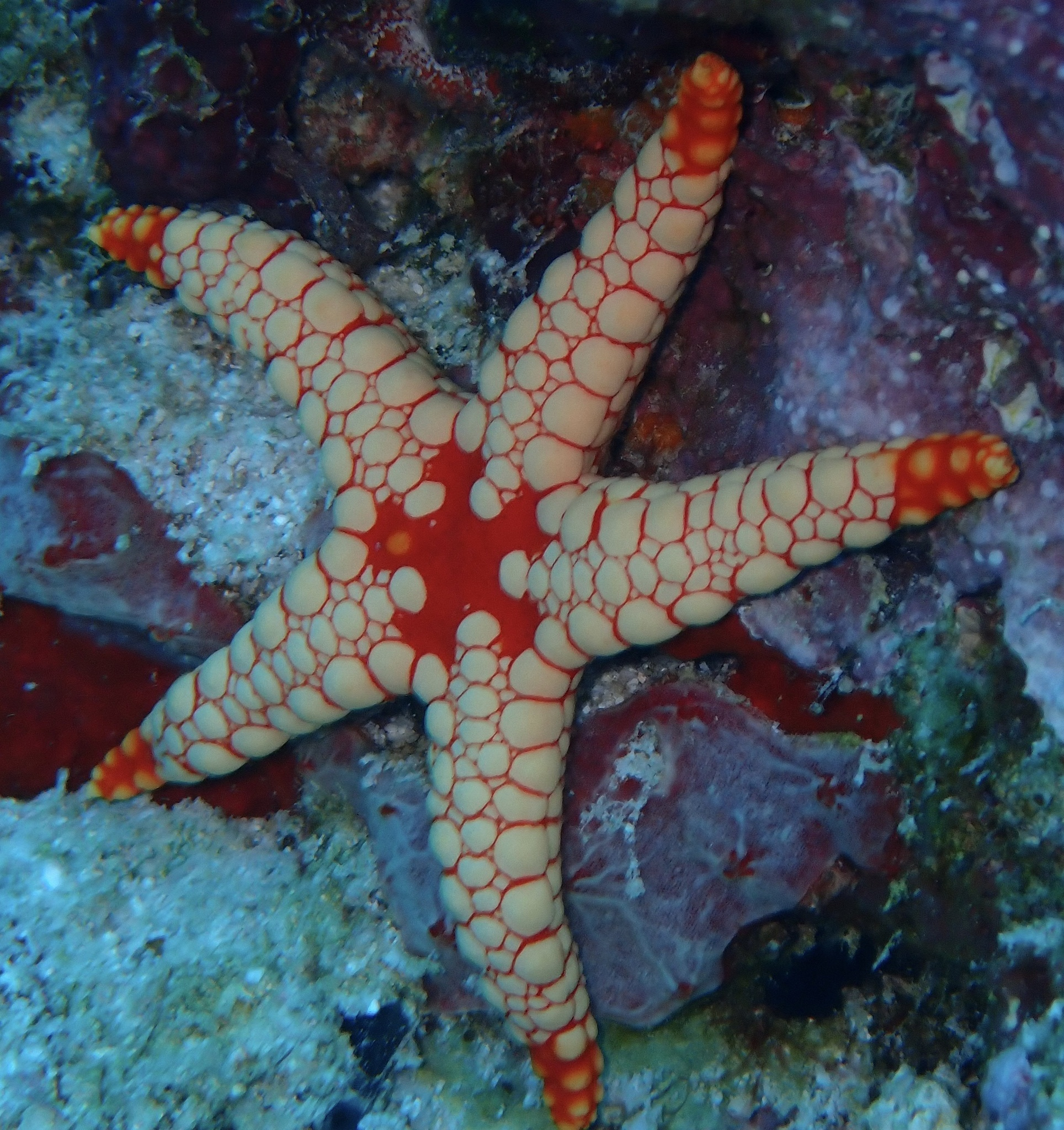
Aux Maldives.
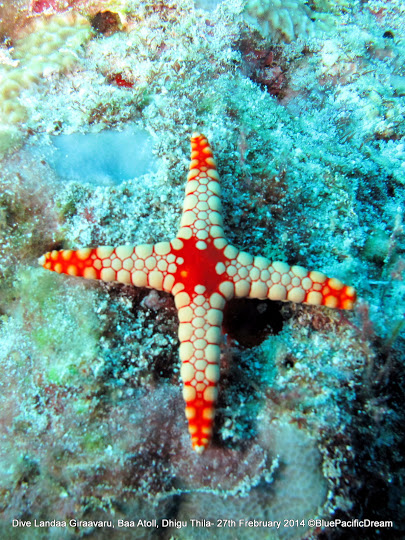
Cette étoile peut parfois avoir plus ou moins de 5 bras.

Cette espèce est parfois très difficile à différencier des espèces proches comme Fromia monilis : cette dernière s'en distingue principalement par le fait que ses plaques carinales ne sont pas en relief, contrairement à celles de F. nodosa ; elle n'a pas non plus de corps cristallins dans sa granulation. D'autres espèces sont également très ressemblantes, notamment les deux espèces du genre Paraferdina.

## Distribution
L'étoile de mer à nodules est présente dans les eaux tropicales de la zone Indo-Ouest Pacifique, de Madagascar à l'Indonésie en passant par les Maldives, où elle est relativement commune. Elle se rencontre entre quelques mètres et 35 mètres de profondeur. Pour la France, elle est présente à Mayotte et à la Réunion. 

## Biologie
Cette étoile de mer a une activité plutôt nocturne et se nourrit essentiellement de mollusques bivalves, d'animaux plus lents qu'elle, d'organismes encroûtants et autres cnidaires qu'elle ingère en extériorisant son estomac soit par dévagination de l'estomac avec digestion externe.